# Krapje
Krapje es una localidad de Croacia en el municipio de Jasenovac, condado de Sisak-Moslavina.

## Geografía
Se encuentra a una altitud de 94 m s. n. m. a 123 km de la capital nacional, Zagreb.

## Demografía
En el censo 2021, el total de población de la localidad fue de 121 habitantes.